# Hot Wheels Battle Force 5
Hot Wheels Battle Force 5 ist eine kanadische Kinder-Zeichentrickserie von 2009.

## Handlung
Action-Trickserie über die Abenteuer des Vert Wheeler, der mit seinem Auto durch ein Portal fährt, das ihn in ein anderes Universum katapultiert. Dort bekämpfen sich drei unterschiedliche Völker mit ihren Superautos. Als Vert Sage, den letzten der „Sentient“ rettet, verleiht dieser seinem Auto zum Dank neue technische Fähigkeiten. Zurück auf der Erde rekrutiert Sage ein Team für Vert – zusammen sind sie die „Battle Force Five“.

## Produktion und Veröffentlichung
Die Serie wurde zwischen 2009 und 2011 von Nerd Corps Entertainment in den Kanada produziert. Dabei ist eine Staffel mit 51 Folgen entstanden. Erstmals wurde die Serie am 26. August 2009 auf Cartoon Network ausgestrahlt. Die deutsche Erstausstrahlung erfolgte am 4. Oktober 2010 auf RTL II.

## Deutsche Synchronsprecher
- Ozan Ünal: Vert Wheeler
- Yvonne Greitzke: Agura Ibaden
- Tobias Müller: Sherman Cortez
- David Turba: Spinner Cortez
- Nico Sablik: Stanford Isaac Rhodes IV
- Julius Jellinek: Zoom Takazumi
- Maria Koschny: Sage